# اندیس جونک
جونک یک اندیس فلزی است که در حوالی شهر جبال بارز استان کرمان قرار دارد و مادهٔ معدنی موجود در آن، پیریت است.  